# Nekrolog November 2022
Nekrolog
◄◄
| ◄
| 2018
| 2019
| 2020
| 2021
| 2022 | 2023 | 2024 | 2025
Januar |
Februar |
März |
April |
Mai |
Juni |
Juli |
August |
September |
Oktober |
November |
Dezember 2022
Weitere Ereignisse | Allgemeiner Nekrolog 2022
Die Beschreibung der verstorbenen Person sollte so kurz wie möglich gehalten sein und nur deren signifikante Tätigkeit(en) enthalten.
Neue Namen ggf. auch unter dem Geburts- und Sterbedatum, also etwa unter 1. Januar und im Geburts- und Sterbejahr (2024) eintragen (nur bei entsprechender großer Wichtigkeit). Für Beispiele siehe die schon vorhandenen Artikel.
Außerdem über die fünf zuletzt Verstorbenen, zu denen es einen ausreichend guten Artikel für eine Präsentation auf der Hauptseite gibt, nach der todesbedingten Überarbeitung der Artikel ggf. auch unter Wikipedia Diskussion:Hauptseite informieren und sie am besten auch in den anderen Wikipedia-Sprachversionen eintragen. Tipp: Regelmäßig bei news.google.de nach „ist tot“, „gestorben“ oder „verstorben“ suchen.
Wenn eine Person gestorben ist, gibt es viele Seiten zu dieser Person in der Wikipedia, die davon auch betroffen sind und entsprechend aktualisiert werden müssen. Beispiele: Namenübersichtsseite, Geburtsjahr, Geburtsort-Seiten und viele mehr.
Wie finde ich die betroffenen Seiten?
Im Suchfeld auf der linken Seite gibt man den Suchbegriff so ein: „Vorname Nachname“. Dann klickt man auf Volltext und alle Seiten mit entsprechendem Suchtext werden aufgerufen. Hier sieht man dann schnell, wo auch das Todesjahr Sinn macht oder sogar ein Teil des Artikels angepasst werden muss. Auch hilft das „Werkzeug“ auf der linken Seite sehr gut, um solche Seiten aufzufinden: „Links auf diese Seite“. Somit ist die Wikipedia wieder aktuell in allen Bereichen! Hinweis: bei Eintragung der Kategorie „Gestorben JAHR“ wird der Missbrauchsfilter 49 ausgelöst, was jedoch nicht schlimm ist. Siehe: Spezial:Missbrauchsfilter/49
Dies ist eine Liste von im November 2022 verstorbenen bekannten Persönlichkeiten. Die Einträge erfolgen innerhalb der einzelnen Daten alphabetisch sortiert. Tiere sind im Nekrolog für Tiere zu finden.

## November
Bearbeitungshinweis: Neue Todesfälle bitte absteigend nach Tagen geordnet eintragen. Die Todesfälle desselben Tages bitte in alphabetischer Reihenfolge einfügen.
| Tag          | Name                            | Beruf, bekannt als                                                                | Alter | Beleg |
| ------------ | ------------------------------- | --------------------------------------------------------------------------------- | ----- | ----- |
| 30. November | Udo Baumbach                    | deutscher Museologe und Ethnograph                                                | 87    |       |
| 30. November | Ashley Bickerton                | US-amerikanischer Künstler                                                        | 63    |       |
| 30. November | Anne Cameron                    | kanadische Schriftstellerin und Drehbuchautorin                                   | 84    |       |
| 30. November | Meinhard von Gerkan             | deutscher Architekt                                                               | 87    |       |
| 30. November | Georges Groine                  | französischer Rallye-Raid-Fahrer                                                  | 88    |       |
| 30. November | John Hadl                       | US-amerikanischer American-Football-Spieler                                       | 82    |       |
| 30. November | Murray Halberg                  | neuseeländischer Leichtathlet                                                     | 89    |       |
| 30. November | Olive Mary Hilliard             | südafrikanische Botanikerin und Taxonomin                                         | 97    |       |
| 30. November | Christiane Hörbiger             | österreichische Schauspielerin                                                    | 84    |       |
| 30. November | George Leonard Huxley           | britisch-irischer klassischer Philologe und Gräzist                               | 90    |       |
| 30. November | Jiang Zemin                     | chinesischer Politiker                                                            | 96    |       |
| 30. November | Christine McVie                 | britische Sängerin und Musikerin                                                  | 79    |       |
| 30. November | Stuart Namm                     | US-amerikanischer Whistleblower                                                   | 89    |       |
| 30. November | Davide Rebellin                 | italienischer Radrennfahrer                                                       | 51    |       |
| 30. November | Wolfgang Reuter                 | deutscher Bildhauer                                                               | 88    |       |
| 30. November | Günter Riedl                    | deutscher Fußballspieler                                                          | 80    |       |
| 30. November | Theo Rörig                      | deutscher Bildhauer                                                               | 82    |       |
| 30. November | Federico Silva                  | mexikanischer Maler und Bildhauer                                                 | 99    |       |
| 30. November | Marion Smith                    | US-amerikanischer Höhlenforscher                                                  | 80    |       |
| 30. November | Friedrich Zauner                | österreichischer Schriftsteller                                                   | 86    |       |
| 29. November | Andrés Balanta                  | kolumbianischer Fußballspieler                                                    | 22    |       |
| 29. November | Mike Blake                      | kanadischer Eishockeyspieler                                                      | 66    |       |
| 29. November | Anthony Hampden Dickson         | jamaikanischer Bischof                                                            | 87    |       |
| 29. November | Edmund Freibauer                | österreichischer Politiker                                                        | 85    |       |
| 29. November | Sigurd Frisvold                 | norwegischer General                                                              | 75    |       |
| 29. November | Felix Hammesfahr                | deutscher Maler und Innenarchitekt                                                | 95    |       |
| 29. November | Brad William Henke              | US-amerikanischer Schauspieler und American-Football-Spieler                      | 56    |       |
| 29. November | Ruth Istock                     | deutsche Schriftstellerin und Lehrerin                                            | 89    |       |
| 29. November | Günter Jaeuthe                  | deutscher Kameramann                                                              | 82    |       |
| 29. November | Steve Jensen                    | US-amerikanischer Eishockeyspieler und -trainer                                   | 67    |       |
| 29. November | Aline Kominsky-Crumb            | US-amerikanische Comic-Produzentin und Künstlerin                                 | 74    |       |
| 29. November | Hiroshi H. Miyamura             | US-amerikanischer Koreakriegsveteran                                              | 97    |       |
| 29. November | Ludwig Narziß                   | deutscher Brauwissenschaftler                                                     | 97    |       |
| 29. November | Roland Oehme                    | deutscher Regisseur                                                               | 87    |       |
| 29. November | Adam Ostrowski                  | polnischer Ringer                                                                 | 77    |       |
| 29. November | John Prados                     | US-amerikanischer Historiker und Autor                                            | 71    |       |
| 29. November | Steinar Sørlle                  | norwegischer Kinder- und Jugendbuchautor                                          | 80    |       |
| 29. November | Lisa Vollmer                    | deutsche Politikerin                                                              | 85    |       |
| 29. November | Edgar Würth                     | deutscher Politiker                                                               | 91    |       |
| 28. November | Ottmar Braun                    | deutsch-luxemburgischer Journalist und Honorarkonsul                              | 77    |       |
| 28. November | Bernard Crettaz                 | Schweizer Soziologe und Ethnologe                                                 | 84    |       |
| 28. November | Cliff Emmich                    | US-amerikanischer Schauspieler                                                    | 85    |       |
| 28. November | Tomáš Kvapil                    | tschechischer Politiker                                                           | 66    |       |
| 28. November | Tobias Langhoff                 | deutscher Schauspieler                                                            | 60    |       |
| 28. November | Gabriele Lechner                | österreichische Opernsängerin                                                     | 61    |       |
| 28. November | Peter Lücker                    | deutscher Pharmakologe, Hochschullehrer, Dirigent und Kommunalpolitiker           | 89    |       |
| 28. November | Ramsay MacMullen                | US-amerikanischer Historiker                                                      | 94    |       |
| 28. November | Donald McEachin                 | US-amerikanischer Politiker                                                       | 61    |       |
| 28. November | Angelika Neumann                | deutsche Fernsehmoderatorin                                                       | 67    |       |
| 28. November | Dieter Oesterhelt               | deutscher Biochemiker                                                             | 82    |       |
| 28. November | Alheydis Plassmann              | deutsche Historikerin                                                             | 53    |       |
| 28. November | Alain Sailhac                   | französischer Koch                                                                | 86    |       |
| 28. November | Nello Sbaiz                     | italienischer Fußballspieler                                                      | 81    |       |
| 28. November | Peter Schmid                    | deutscher Prähistoriker                                                           | 95    |       |
| 28. November | Skip Kenney                     | US-amerikanischer Schwimmtrainer                                                  | 79    |       |
| 28. November | Jan Steinhauser                 | niederländischer Ruderer                                                          | 78    |       |
| 28. November | Peter Turre                     | US-amerikanischer Schlagzeuger                                                    | 65    |       |
| 27. November | Richard Baawobr                 | ghanaischer Kardinal                                                              | 63    |       |
| 27. November | Robert Blum                     | US-amerikanischer Fechter                                                         | 94    |       |
| 27. November | Gábor Csapó                     | ungarischer Wasserballspieler                                                     | 72    |       |
| 27. November | Edmund Dillinger                | deutscher Geistlicher                                                             | 87    |       |
| 27. November | Audrey Eagle                    | neuseeländische Autorin, Botanikerin und Illustratorin                            | 97    |       |
| 27. November | Henry Grossman                  | US-amerikanischer Fotograf                                                        | 86    |       |
| 27. November | Barbara Marty Kälin             | Schweizer Politikerin                                                             | 68    |       |
| 27. November | Allen Kay                       | US-amerikanischer Werbefachmann und Unternehmer                                   | 77    |       |
| 27. November | Gottfried-Karl Kindermann       | deutscher Politikwissenschaftler                                                  | 96    |       |
| 27. November | Reinhard Leutner                | deutscher Politiker                                                               | 80    |       |
| 27. November | Daniela Maccelli                | italienische Turnerin                                                             | 72    |       |
| 27. November | Mick Meagan                     | irischer Fußballspieler und -trainer                                              | 88    |       |
| 27. November | Gerhard Michaelis               | deutscher Musiker und Chorleiter                                                  | 89    |       |
| 27. November | Joan Neiman                     | kanadische Politikerin                                                            | 102   |       |
| 27. November | Maurice Norman                  | englischer Fußballspieler                                                         | 88    |       |
| 27. November | Mehmet Oğuz                     | türkischer Fußballspieler                                                         | 73    |       |
| 27. November | Renate Oxenknecht-Witzsch       | deutsche Rechtswissenschaftlerin                                                  | 69    |       |
| 27. November | Gianfranco Piccioli             | italienischer Filmproduzent und -regisseur sowie Drehbuchautor                    | 78    |       |
| 27. November | María Katalina Robles Izquierdo | peruanische Folkloreperkussionistin, -tänzerin und -lehrerin                      | ?     |       |
| 27. November | Dieter Roß                      | deutscher Kommunikationswissenschaftler                                           | 86    |       |
| 27. November | Rainer Rückert                  | deutscher Kunsthistoriker und Landeskonservator                                   | 91    |       |
| 27. November | Heinz Thoma                     | deutscher Romanist                                                                | 77    |       |
| 27. November | Francesc Vendrell               | spanischer Diplomat                                                               | 82    |       |
| 27. November | Murray Waxman                   | kanadischer Basketballspieler                                                     | 97    |       |
| 27. November | Oscar White Muscarella          | US-amerikanischer Archäologe und Museumskurator                                   | ≈91   |       |
| 27. November | Elena Xausa                     | italienische Grafikerin und Illustratorin                                         | 38    |       |
| 27. November | Hans Zehetmair                  | deutscher Politiker                                                               | 86    |       |
| 26. November | Daniel Brush                    | US-amerikanischer Künstler                                                        | 75    |       |
| 26. November | Wilhelm Buerstedde              | deutscher Politiker                                                               | 93    |       |
| 26. November | Jens Bullerjahn                 | deutscher Politiker                                                               | 60    |       |
| 26. November | Luciano Caramel                 | italienischer Kunstkritiker und Kunsthistoriker                                   | 86    |       |
| 26. November | Martin Drennan                  | irischer Bischof                                                                  | 78    |       |
| 26. November | Axel Flessner                   | deutscher Rechtswissenschaftler                                                   | 86    |       |
| 26. November | Vikram Gokhale                  | indischer Schauspieler                                                            | 77    |       |
| 26. November | Fernando Gomes                  | portugiesischer Fußballspieler                                                    | 66    |       |
| 26. November | David Ray Griffin               | US-amerikanischer Theologe und Verschwörungstheoretiker                           | 83    |       |
| 26. November | Joachim Herrmann                | deutscher Rechtswissenschaftler                                                   | 89    |       |
| 26. November | Uladsimir Makej                 | belarussischer Politiker und Diplomat                                             | 64    |       |
| 26. November | Albert Pyun                     | US-amerikanischer Filmregisseur                                                   | 69    |       |
| 26. November | Freddie Roman                   | US-amerikanischer Stand-up-Comedian                                               | 85    |       |
| 26. November | Paul Joseph Swain               | US-amerikanischer Bischof                                                         | 79    |       |
| 26. November | Louise Tobin                    | US-amerikanische Jazzsängerin                                                     | 104   |       |
| 26. November | Felipe Valls                    | kubanisch-US-amerikanischer Gastronom                                             | 89    |       |
| 25. November | Renato Balestra                 | italienischer Modedesigner                                                        | 98    |       |
| 25. November | Irene Cara                      | US-amerikanische Sängerin und Schauspielerin                                      | 63    |       |
| 25. November | Hiltrud Gnüg                    | deutsche Germanistin                                                              | 78    |       |
| 25. November | Stig Hoffmeyer                  | dänischer Schauspieler und Synchronsprecher                                       | 82    |       |
| 25. November | Kaoru Hoshino                   | japanischer Automobilrennfahrer                                                   | 75    |       |
| 25. November | Beryl Kimber                    | australische Violinistin                                                          | 94    |       |
| 25. November | Charles Koppelman               | US-amerikanischer Musikproduzent und Unternehmer                                  | 82    |       |
| 25. November | Lorg                            | belgischer Comiczeichner                                                          | 66    |       |
| 25. November | Guido Müller                    | deutscher Historiker                                                              |       |       |
| 25. November | Erzsébet Pongrátzné Vasvári     | ungarische Sportschützin                                                          | 68    |       |
| 25. November | Josef Schulte                   | deutscher Theologe und Homiletiker                                                | 80    |       |
| 25. November | Ernst August Quelle             | deutscher Komponist                                                               | 90    |       |
| 25. November | Joan Viliamu                    | niueanische Politikerin                                                           | 56    |       |
| 24. November | Albert Altenähr                 | deutscher Ordensgeistlicher                                                       | 80    |       |
| 24. November | Thea Bauriedl                   | deutsche Psychologin und Psychoanalytikerin                                       | 84    |       |
| 24. November | Pacho Benítez                   | kolumbianischer Sportjournalist                                                   | 64    |       |
| 24. November | Chanoch Ehrentreu               | britischer Rabbiner                                                               | 89    |       |
| 24. November | Hans Magnus Enzensberger        | deutscher Schriftsteller                                                          | 93    |       |
| 24. November | Moisés Fuentes                  | mexikanischer Boxer                                                               | 37    |       |
| 24. November | María Inmaculada Paz-Andrade    | spanische Physikerin                                                              | 94    |       |
| 24. November | Mimi Kilgore                    | US-amerikanische Kunstförderin und Muse                                           | 87    |       |
| 24. November | Pierre Londiche                 | französischer Schauspieler                                                        | 90    |       |
| 24. November | Wessel Lücke                    | deutscher Basketballspieler, -trainer und -funktionär                             | 84    |       |
| 24. November | Werner Matt                     | österreichischer Koch                                                             | 79    |       |
| 24. November | Issei Sagawa                    | japanischer Mörder und Kannibale                                                  | 73    |       |
| 24. November | Börje Salming                   | schwedischer Eishockeyspieler                                                     | 71    |       |
| 24. November | Johann Strutz                   | österreichischer Komparatist, Literaturtheoretiker und Übersetzer                 | 73    |       |
| 23. November | Christian Bobin                 | französischer Schriftsteller                                                      | 71    |       |
| 23. November | Milovan Danojlić                | serbischer Autor                                                                  | 85    |       |
| 23. November | Rudolf Drößler                  | deutscher Sachbuchautor und Wissenschaftsjournalist                               | 88    |       |
| 23. November | Boris Dunsch                    | deutscher Klassischer Philologe und Autor                                         | 51    |       |
| 23. November | Paula D’Hondt                   | belgische Politikerin                                                             | 96    |       |
| 23. November | Hugo Helmig                     | dänischer Sänger                                                                  | 24    |       |
| 23. November | Grant James                     | US-amerikanischer Schauspieler und Synchronsprecher                               | 87    |       |
| 23. November | David Johnson                   | englischer Fußballspieler                                                         | 71    |       |
| 23. November | Mary Shannon Little             | US-amerikanische Juristin                                                         | 65    |       |
| 23. November | Enrique Rodríguez               | spanischer Boxer                                                                  | 71    |       |
| 23. November | Ljudmila Storoschkowa           | sowjetische Leichtathletin                                                        | 67    |       |
| 23. November | António da Cunha Telles         | portugiesischer Filmregisseur und -produzent                                      | 87    |       |
| 22. November | Jens Arentzen                   | dänischer Schauspieler und Drehbuchautor                                          | 64    |       |
| 22. November | Helga Boettiger                 | deutsche Schauspielerin                                                           | 89    | [ 1 ] |
| 22. November | John Y. Brown junior            | US-amerikanischer Politiker                                                       | 88    |       |
| 22. November | Güzin Çorağan                   | türkische Schauspielerin                                                          | 79    |       |
| 22. November | Gail Graham                     | US-amerikanische Schriftstellerin                                                 | 81    |       |
| 22. November | Kurt Hirschhorn                 | US-amerikanischer Genetiker                                                       | 96    |       |
| 22. November | Ernst Jenni                     | Schweizer Theologe                                                                | 95    |       |
| 22. November | Biruta Kanzane                  | sowjetische bzw. russische Architektin                                            | 83    |       |
| 22. November | Edward Kellett-Bowman           | britischer Politiker                                                              | 91    |       |
| 22. November | Hans Lauter                     | deutscher Psychiater                                                              | 94    |       |
| 22. November | Herbert Liedtke                 | deutscher Geograph und Geomorphologe                                              | 93    |       |
| 22. November | Perry Lind                      | US-amerikanischer Jazz-Bassist                                                    | 86    |       |
| 22. November | Göran Lindblad                  | schwedischer Physiker                                                             | 82    |       |
| 22. November | Roberto Maroni                  | italienischer Politiker                                                           | 67    |       |
| 22. November | Cecilia Suyat Marshall          | US-amerikanische Bürgerrechtsaktivistin und Historikerin                          | 94    |       |
| 22. November | Bernadette Mayer                | US-amerikanische Dichterin                                                        | 77    |       |
| 22. November | Pablo Milanés                   | kubanischer Liedermacher                                                          | 79    |       |
| 22. November | Peter Sternad                   | österreichischer Leichtathlet                                                     | 76    |       |
| 22. November | Ferdinand Thun                  | deutscher Diplomat                                                                | 101   |       |
| 22. November | Urs Wild                        | Schweizer Chemiker                                                                | 86    |       |
| 21. November | Alois Albrecht                  | deutscher Geistlicher und Liedtexter                                              | 86    |       |
| 21. November | Stefan Bajohr                   | deutscher Politiker                                                               | 72    |       |
| 21. November | Roberto Brunelli                | italienischer Schriftsteller und Priester                                         | 84    |       |
| 21. November | Michael Feingold                | US-amerikanischer Theaterkritiker und Dramatiker                                  | 77    |       |
| 21. November | Nuzhat Katzav                   | israelische Politikerin                                                           | 90    |       |
| 21. November | Wilko Johnson                   | britischer Gitarrist und Schauspieler                                             | 75    |       |
| 21. November | Erna Lechner                    | deutsche Landwirtin                                                               | 82    |       |
| 21. November | Kálmán Mészöly                  | ungarischer Fußballspieler und -trainer                                           | 81    |       |
| 21. November | Jürgen Nöldner                  | deutscher Fußballspieler und Sportjournalist                                      | 81    |       |
| 21. November | Ray Oldenburg                   | US-amerikanischer Soziologe und Stadtplaner                                       | 90    |       |
| 21. November | Reinaldo del Prette Lissot      | venezolanischer Erzbischof                                                        | 70    |       |
| 21. November | Marijane Meaker                 | US-amerikanische Schriftstellerin                                                 | 95    |       |
| 21. November | Ed Parish Sanders               | US-amerikanischer Theologe                                                        | 85    |       |
| 21. November | Oleksandr Scharkowskyj          | ukrainischer Mathematiker                                                         | 85    |       |
| 20. November | Gianni Bisiach                  | italienischer Filmregisseur und Autor                                             | 95    |       |
| 20. November | María Cristina Boidi            | argentinisch-österreichische Frauenrechtsaktivistin, Widerstandskämpferin         | 81    |       |
| 20. November | Hebe de Bonafini                | argentinische Menschenrechtsaktivistin                                            | 93    |       |
| 20. November | Joyce Bryant                    | US-amerikanische Sängerin, Tänzerin und Menschenrechtsaktivistin                  | 95    |       |
| 20. November | Buster Drayton                  | US-amerikanischer Boxer                                                           | 70    |       |
| 20. November | Gray Frederickson               | US-amerikanischer Filmproduzent                                                   | 85    |       |
| 20. November | Hédi Fried                      | rumänisch-schwedische Holocaust-Überlebende und Schriftstellerin                  | 98    |       |
| 20. November | Mickey Kuhn                     | US-amerikanischer Schauspieler                                                    | 90    |       |
| 20. November | Wolfgang Mentrup                | deutscher Germanist und Sprachwissenschaftler                                     | 87    |       |
| 20. November | Gunilla Palmstierna-Weiss       | schwedische Bühnen- und Kostümbildnerin                                           | 94    |       |
| 20. November | Jay Pasachoff                   | US-amerikanischer Astronom                                                        | 79    |       |
| 20. November | Pavel Smetáček                  | tschechischer Jazzmusiker und -komponist                                          | 82    |       |
| 20. November | Jean-Marie Straub               | französischer Filmemacher                                                         | 89    |       |
| 20. November | Dietbert Thannheiser            | deutscher Geograph                                                                | 85    |       |
| 20. November | Hıncal Uluç                     | türkischer Journalist                                                             | 83    |       |
| 19. November | Ele Alenius                     | finnischer Politiker                                                              | 97    |       |
| 19. November | Greg Bear                       | US-amerikanischer Schriftsteller                                                  | 71    |       |
| 19. November | Nick Bosustow                   | US-amerikanischer Filmproduzent                                                   | 82    |       |
| 19. November | Kwesi Botchwey                  | ghanaischer Politiker und Hochschullehrer                                         | 78    |       |
| 19. November | Luitgard Camerer                | deutsche Bibliothekarin                                                           | 84    |       |
| 19. November | Jule Campbell                   | US-amerikanische Journalistin                                                     | 89    |       |
| 19. November | Nico Fidenco                    | italienischer Sänger und Komponist                                                | 89    |       |
| 19. November | Jason David Frank               | US-amerikanischer Schauspieler und Mixed-Martial-Arts-Kämpfer                     | 49    |       |
| 19. November | Roland Hahn                     | deutscher Geograph                                                                | 85    |       |
| 19. November | Danny Kalb                      | US-amerikanischer Bluesmusiker                                                    | 80    |       |
| 19. November | Horst Kirschner                 | deutscher Zahnmediziner                                                           | 90    |       |
| 19. November | Jeanne Lamouche                 | französische Leichtathletin                                                       | 102   |       |
| 19. November | Gwendolyn Leick                 | österreichisch-britische Historikerin und Altorientalistin                        | 71    |       |
| 19. November | Mark Potter                     | britischer Boxer                                                                  | 47    |       |
| 19. November | Werner Rahn                     | deutscher Marineoffizier und Militärhistoriker                                    | 83    |       |
| 19. November | Fausto Razzi                    | italienischer Komponist                                                           | 90    |       |
| 19. November | Helmut Reihlen                  | deutscher Ingenieur und Kirchenfunktionär                                         | 88    |       |
| 19. November | Simon Stock Palathara           | indischer Bischof                                                                 | 87    |       |
| 19. November | Daisy Tourné                    | uruguayische Politikerin                                                          | 71    |       |
| 18. November | Tom Andrews                     | US-amerikanischer Jazz-Schlagzeuger                                               | 80    |       |
| 18. November | Helgard Bruckhaus               | deutsche Schauspielerin und Synchronsprecherin                                    | 83    |       |
| 18. November | Loren Cameron                   | US-amerikanischer Fotograf, Autor und Transgenderaktivist                         | 63    |       |
| 18. November | Manfred Doss                    | deutscher Mediziner und Forscher                                                  | 87    |       |
| 18. November | Michael Hampe                   | deutscher Schauspiel- und Opern-Regisseur sowie -Intendant                        | 87    |       |
| 18. November | Richard Johnstone               | neuseeländischer Radrennfahrer                                                    | 86    |       |
| 18. November | Alexander Kapljanski            | sowjetischer bzw. russischer Physiker                                             | 91    |       |
| 18. November | Jean Lapointe                   | kanadischer Schauspieler und Politiker                                            | 86    |       |
| 18. November | George Lois                     | US-amerikanischer Artdirector                                                     | 91    |       |
| 18. November | Anton Moisin                    | rumänischer Historiker, Lehrer und Priester                                       | 78    |       |
| 18. November | Per Arne Olsen                  | norwegischer Politiker                                                            | 61    |       |
| 18. November | Manfred Palmen                  | deutscher Politiker                                                               | 77    |       |
| 18. November | Hanna Pfeil                     | deutsche Hörfunkmoderatorin                                                       | 97    |       |
| 18. November | Ned Rorem                       | US-amerikanischer Komponist und Literat                                           | 99    |       |
| 18. November | John Ryan                       | walisischer Rugbyspieler und -trainer                                             | 83    |       |
| 18. November | Paul Kawanga Ssemogerere        | ugandischer Politiker                                                             | 90    |       |
| 18. November | Herbert Steffen                 | deutscher Unternehmer und Mäzen                                                   | 88    |       |
| 18. November | Hadar Tadmor                    | israelische Radiomoderatorin, Drehbuchautorin und Journalistin                    | 41    |       |
| 18. November | Alexander Weil                  | deutscher Journalist, Autor und Filmemacher                                       | 66    |       |
| 18. November | Rudi Wilfer                     | österreichischer Jazzpianist                                                      | 86    |       |
| 18. November | Karl-Heinz Wirth                | deutscher Grafiker und Kartograph                                                 | 103   |       |
| 17. November | Frederick P. Brooks             | US-amerikanischer Informatiker                                                    | 91    |       |
| 17. November | Azio Corghi                     | italienischer Komponist und Musikpädagoge                                         | 85    |       |
| 17. November | Hartmut Cyriacks                | deutscher Dramaturg                                                               | 67    |       |
| 17. November | Ekkehard Falk                   | deutscher Polizist                                                                | 63    |       |
| 17. November | Michael Gerson                  | US-amerikanischer Zeitungskolumnist und Redenschreiber                            | 58    |       |
| 17. November | Alexander Gorschkow             | sowjetischer bzw. russischer Eiskunstläufer und Sportfunktionär                   | 76    |       |
| 17. November | Aino Isomäki                    | finnische Leichtathletin                                                          | 90    |       |
| 17. November | Staughton Lynd                  | US-amerikanischer Historiker, Jurist und Aktivist                                 | 92    |       |
| 17. November | Hermann Schlapp                 | Schweizer Journalist                                                              | 86    |       |
| 17. November | Marcus Sedgwick                 | britischer Jugendbuchautor                                                        | 54    |       |
| 17. November | Philippe Simonnot               | französischer Ökonom, Journalist und Sachbuchautor                                | 81    |       |
| 17. November | B. Smyth                        | US-amerikanischer Hip-Hop- und R&B-Sänger, -Songwriter und Tänzer                 | 28    |       |
| 17. November | Udo Walendy                     | deutscher Holocaustleugner                                                        | 95    |       |
| 17. November | Ted Wheeler                     | US-amerikanischer Leichtathlet                                                    | 91    |       |
| 17. November | Irineu Sílvio Wilges            | brasilianischer Bischof                                                           | 86    |       |
| 16. November | Nicki Aycox                     | US-amerikanische Schauspielerin                                                   | 47    |       |
| 16. November | Fernando Campana                | brasilianischer Designer                                                          | 61    |       |
| 16. November | Sieruan Casey                   | deutsch-irakischer Schauspieler, Moderator und Sänger                             | ≈60   |       |
| 16. November | Robert Clary                    | US-amerikanischer Holocaust-Überlebender und Schauspieler                         | 96    |       |
| 16. November | Peter Gardosch                  | deutscher Holocaust-Überlebender                                                  | 92    |       |
| 16. November | Mick Goodrick                   | US-amerikanischer Jazzgitarrist                                                   | 77    |       |
| 16. November | Francisco Laranjo               | portugiesischer Maler und Universitätsprofessor                                   | 67    |       |
| 16. November | Carol Leigh                     | US-amerikanische Filmemacherin und Aktivistin                                     | 71    |       |
| 16. November | Alexander Martynjuk             | sowjetischer Eishockeyspieler                                                     | 77    |       |
| 16. November | Michael Pertschuk               | US-amerikanischer Jurist und Verbraucherschutzaktivist                            | 57    |       |
| 16. November | Gerhard Rodax                   | österreichischer Fußballspieler                                                   | 57    |       |
| 16. November | Isabel Salgado                  | brasilianische Volleyball- und Beachvolleyballspielerin und -trainerin            | 62    |       |
| 16. November | Izulina Xavier                  | brasilianische Bildhauerin und Malerin                                            | 97    |       |
| 15. November | Dorothée Bauerle-Willert        | deutsche Kunsthistorikerin                                                        | 71    |       |
| 15. November | Joachim Brinkmann               | deutscher Politiker                                                               | 88    |       |
| 15. November | Maria Adelina Duarte            | portugiesische Schauspielerin                                                     | 92    |       |
| 15. November | Luiz Antônio Fleury Filho       | brasilianischer Politiker                                                         | 73    |       |
| 15. November | Johan Hamel                     | französischer Fußballschiedsrichter                                               | 42    |       |
| 15. November | Hatto Klamt                     | deutscher Schulleiter und Politiker                                               | 86    |       |
| 15. November | Krishna                         | indischer Schauspieler                                                            | 80    |       |
| 15. November | Marino de Medici                | italienischer Journalist                                                          | 89    |       |
| 15. November | Joni Metcalf                    | US-amerikanische Sängerin und Pianistin                                           | 91    |       |
| 15. November | Gustavo Moncayo                 | kolumbianischer Friedensaktivist                                                  | 69    |       |
| 15. November | Shigeru Nakamura                | japanischer Altersrekordler und Hiroshima-Überlebender                            | 111   |       |
| 15. November | José León Sánchez               | costa-ricanischer Schriftsteller                                                  | 93    |       |
| 15. November | Manuel Sanguily                 | kubanischer Schwimmer und Arzt                                                    | 89    |       |
| 15. November | Heinz Walter                    | deutscher Fußballspieler                                                          | 91    |       |
| 15. November | Luis Zingerle                   | italienischer Politiker                                                           | 89    |       |
| 14. November | Karl Allgaier                   | deutscher Germanist, Sprachwissenschaftler und Dialektologe                       | 69    |       |
| 14. November | Roosevelt Comarazamy            | dominikanischer Sportjournalist                                                   | 74    |       |
| 14. November | Frank Dooley                    | US-amerikanischer Schwimmer                                                       | 93    |       |
| 14. November | Werner Franke                   | deutscher Biologe und Dopingaufklärer                                             | 82    |       |
| 14. November | Hermann Hagena                  | deutscher Militär                                                                 | 90    |       |
| 14. November | Gerfried Werner Hunold          | deutscher Moraltheologe und Ordensgeistlicher                                     | 84    |       |
| 14. November | Jan Nekovář                     | tschechischer Mathematiker                                                        | 59    |       |
| 14. November | Jean-Philippe Omotunde          | französischer Autor, Ägyptologe und Historiker                                    | 55    |       |
| 14. November | Pappu                           | indischer Kameramann                                                              | 44    |       |
| 14. November | Mitchell Rosenthal              | US-amerikanischer Psychiater                                                      | 87    |       |
| 13. November | Heather Anderson                | australische Australian-Football-Spielerin                                        | 28    |       |
| 13. November | Harry Arndt                     | deutscher Leichtathlet, Ultramarathonläufer und Sportfunktionär                   | 85    |       |
| 13. November | Wolfgang Bauernfeind            | deutscher Journalist, Featureautor und -regisseur                                 | 78    |       |
| 13. November | Manfred Biermann                | deutscher Politiker                                                               | 87    |       |
| 13. November | Colin J. Campbell               | britischer Geologe                                                                | 91    |       |
| 13. November | Chuck Carr                      | US-amerikanischer Baseballspieler                                                 | 55    |       |
| 13. November | Alois Dauenhauer                | deutscher Politiker                                                               | 93    |       |
| 13. November | Hans Dollinger                  | deutscher Autor                                                                   | 93    |       |
| 13. November | Berndt von Egidy                | deutscher Bibliothekar                                                            | 84    |       |
| 13. November | Anthony Johnson                 | US-amerikanischer Mixed-Martial-Arts-Kämpfer                                      | 38    |       |
| 13. November | Anthony D. King                 | britischer Soziologe, Architekturhistoriker und Stadtforscher                     | 91    |       |
| 13. November | Jerzy Kronhold                  | polnischer Lyriker                                                                | 76    |       |
| 13. November | Julia Kunert                    | deutsche Kamerafrau und Regisseurin                                               | 69    |       |
| 13. November | Dhanik Lal Mandal               | indischer Politiker                                                               | 90    |       |
| 13. November | Barbara Love                    | US-amerikanische Feministin, Aktivistin und Autorin                               | 85    |       |
| 13. November | Brent Moss                      | US-amerikanischer American-Football-Spieler                                       | 50    |       |
| 13. November | John Noseda                     | Schweizer Rechtsanwalt und Politiker                                              | ≈74   |       |
| 13. November | Dick Polich                     | US-amerikanischer Kunstförderer                                                   | 90    |       |
| 13. November | Johanna Priglinger              | österreichische Politikerin                                                       | 36    |       |
| 13. November | Frederic Swann                  | US-amerikanischer Organist                                                        | 91    |       |
| 13. November | Hans Georg Willers              | deutscher Manager                                                                 | 94    |       |
| 13. November | Bernd Witzel                    | deutscher Politiker                                                               | 76    |       |
| 13. November | Eileen Yin-Fei Lo               | chinesisch-US-amerikanische Köchin und Kochbuchautorin                            | 85    |       |
| 12. November | Rudolf Bialas                   | deutscher Historiker und Pädagoge                                                 | 82    |       |
| 12. November | Sebastian Böhm                  | deutscher Friseur                                                                 | 36    |       |
| 12. November | Jim Bohannon                    | US-amerikanischer Fernsehmoderator                                                | 78    |       |
| 12. November | Roland Buchs                    | Kommandant der Schweizergarde                                                     | 82    |       |
| 12. November | Gene Cipriano                   | US-amerikanischer Saxophonist                                                     | 94    |       |
| 12. November | Budd Friedman                   | US-amerikanischer Schauspieler, Komiker und Unternehmer                           | 90    |       |
| 12. November | José Denoyette                  | belgischer Radrennfahrer                                                          | 75    |       |
| 12. November | Samuel Folsom                   | US-amerikanischer Kampfpilot und Weltkriegsveteran                                | 102   |       |
| 12. November | Cornelis van der Gijp           | niederländischer Fußballspieler                                                   | 91    |       |
| 12. November | Carroll Hubbard                 | US-amerikanischer Politiker                                                       | 85    |       |
| 12. November | Sigrid Lehmstedt                | deutsche Klavierprofessorin, Klaviermethodikerin und Pianistin                    | 93    |       |
| 12. November | Mehran Karimi Nasseri           | iranischer Flüchtling                                                             | 76    |       |
| 12. November | Dolly Richter-Hannes            | deutsche Juristin                                                                 | 89    |       |
| 12. November | Frank D. Robinson               | US-amerikanischer Unternehmer                                                     | 92    |       |
| 12. November | Klaus Peter Sauer               | deutscher Evolutionsbiologe und Ökologe                                           | 81    |       |
| 12. November | Jarritt Sheel                   | US-amerikanischer Jazzmusiker und Hochschullehrer                                 | 46    |       |
| 11. November | John Aniston                    | US-amerikanischer Schauspieler                                                    | 89    |       |
| 11. November | Alphonse Bilung                 | indischer Bischof                                                                 | 89    |       |
| 11. November | Arthur Engel                    | deutscher Mathematikpädagoge                                                      | 94    |       |
| 11. November | Gallagher                       | US-amerikanischer Komiker                                                         | 76    |       |
| 11. November | Jürgen Hasheider                | deutscher Ingenieur und Politiker                                                 | 84    |       |
| 11. November | Richard Leduc                   | französischer Schauspieler                                                        | 81    |       |
| 11. November | Keith Levene                    | britischer Musiker                                                                | 65    |       |
| 11. November | Christoph von Maltzahn          | deutscher Historiker                                                              | 79    |       |
| 11. November | Luise Pompe                     | österreichische Supercentenarian                                                  | 114   |       |
| 11. November | Henry Rosovsky                  | US-amerikanischer Wirtschaftshistoriker und Hochschulreformer                     | 95    |       |
| 11. November | Kurt Schattelbauer              | österreichischer Radrennfahrer                                                    |       |       |
| 11. November | Claudia Beate Schill            | deutsche Schriftstellerin und Lyrikerin                                           | 69    |       |
| 11. November | Wolf Schneider                  | deutscher Journalist und Sprachkritiker                                           | 97    |       |
| 11. November | Sven-Bertil Taube               | schwedischer Sänger und Schauspieler                                              | 87    |       |
| 11. November | Ernesto Togni                   | Schweizer Bischof                                                                 | 96    |       |
| 11. November | Paul J. J. Welfens              | deutscher Volkswirt                                                               | 65    |       |
| 10. November | Henry Anglade                   | französischer Radrennfahrer                                                       | 89    |       |
| 10. November | Luigi Bartesaghi                | italienischer Radrennfahrer                                                       | 90    |       |
| 10. November | Uwe Bertram                     | deutscher Theaterschauspieler, -regisseur und -leiter                             | 59    |       |
| 10. November | Gerhard Bremmer                 | deutscher Architekt                                                               | 86    |       |
| 10. November | Kevin Conroy                    | US-amerikanischer Schauspieler und Synchronsprecher                               | 66    |       |
| 10. November | Albert Eickhoff                 | deutscher Modehändler                                                             | 86    |       |
| 10. November | Keith Farmer                    | britischer Motorradrennfahrer                                                     | 35    |       |
| 10. November | Ronald Fritzsch                 | deutscher Terrorist und Autor                                                     | 71    |       |
| 10. November | Agustín Hernández Navarro       | mexikanischer Architekt und Bildhauer                                             | 98    |       |
| 10. November | Manuel Gil Teixeira Lopes       | portugiesischer Maler und Hochschullehrer                                         | 86    |       |
| 10. November | Juan Carlos Orellana            | chilenischer Fußballspieler                                                       | 67    |       |
| 10. November | Frank Prihoda                   | australischer Skirennläufer                                                       | 101   |       |
| 10. November | Omar Gomez Rey                  | kolumbianisch-deutscher Maler                                                     | 65    |       |
| 10. November | Hervé Télémaque                 | französischer Maler und Grafiker                                                  | 85    |       |
| 10. November | Nik Turner                      | britischer Saxophonist, Sänger, Songwriter und Produzent                          | 82    |       |
| 9. November  | Bao Tong                        | chinesischer Politiker und Dissident                                              | 90    |       |
| 9. November  | Gaston Bogaert                  | belgischer Jazz- und Unterhaltungsmusiker                                         | 101   |       |
| 9. November  | Rolando Boldrin                 | brasilianischer Fernsehmoderator, Schauspieler, Sänger und Komponist              | 86    |       |
| 9. November  | Art Brewer                      | US-amerikanischer Fotograf                                                        | 71    |       |
| 9. November  | Heinrich Brückner               | deutscher Kinder- und Jugendarzt                                                  | 94    |       |
| 9. November  | David Butler                    | britischer Politikwissenschaftler, Wahlforscher und Hochschullehrer               | 98    |       |
| 9. November  | Gal Costa                       | brasilianische Sängerin                                                           | 77    |       |
| 9. November  | Karlheinz Geißler               | deutscher Wirtschaftspädagoge und Historiker                                      | 78    |       |
| 9. November  | Roland Guillas                  | französischer Fußballspieler                                                      | 86    |       |
| 9. November  | Mattis Hætta                    | norwegischer Sänger                                                               | 63    |       |
| 9. November  | Fred Hickman                    | US-amerikanischer Sportmoderator                                                  | 66    |       |
| 9. November  | Hans-Joachim Klein              | deutscher Terrorist                                                               | 74    |       |
| 9. November  | Gerhard Kohse                   | deutscher Sportreporter                                                           | 89    |       |
| 9. November  | Carlos Pacheco                  | spanischer Comiczeichner                                                          | 60    |       |
| 9. November  | Garry Roberts                   | irischer Gitarrist                                                                | 72    |       |
| 9. November  | René Salathé                    | Schweizer Lehrer, Rektor, Historiker und Autor                                    | 95    |       |
| 9. November  | Gerhard Schmidtchen             | deutscher Soziologe                                                               | 97    |       |
| 9. November  | Paul Schrade                    | US-amerikanischer Gewerkschaftsfunktionär und Attentatsopfer                      | 97    |       |
| 9. November  | Kristof Schreuf                 | deutscher Musiker und Autor                                                       | 59    |       |
| 9. November  | Werner Schulz                   | deutscher Politiker                                                               | 72    |       |
| 9. November  | Kyrylo Stremoussow              | russisch-ukrainischer Politiker                                                   | 45    |       |
| 9. November  | Josep Traité i Compte           | spanischer Bildhauer, Krippenkünstler und Maler                                   | 87    |       |
| 9. November  | John Webb                       | britischer Leichtathlet                                                           | 85    |       |
| 8. November  | Lore Anderlik                   | deutsche Erzieherin und Montessori-Therapeutin                                    | 89    |       |
| 8. November  | Adel Bakr Attari                | jordanischer Handballspieler                                                      | 36    |       |
| 8. November  | Lee Bontecou                    | US-amerikanische Künstlerin                                                       | 91    |       |
| 8. November  | Dagmar Brendecke                | deutscher Dokumentarfilmerin                                                      | 68    |       |
| 8. November  | Mario Joseph Conti              | britischer Erzbischof                                                             | 88    |       |
| 8. November  | Will Ferdy                      | belgischer Sänger, Komponist, Autor und Schauspieler                              | 95    |       |
| 8. November  | Claes-Göran Hederström          | schwedischer Sänger                                                               | 77    |       |
| 8. November  | Maurice Karnaugh                | US-amerikanischer Physiker und Informatiker                                       | 98    |       |
| 8. November  | Pierre Kartner                  | niederländischer Sänger, Komponist und Produzent                                  | 87    |       |
| 8. November  | Gilles Katz                     | französischer Schauspieler, Regisseur und Drehbuchautor                           | 84    |       |
| 8. November  | Robert D. Kern                  | US-amerikanischer Maschinenbauingenieur und Unternehmer                           | 96    |       |
| 8. November  | Dan McCafferty                  | britischer Rocksänger                                                             | 76    |       |
| 8. November  | Marie Poledňáková               | tschechische Filmregisseurin und Drehbuchautorin                                  | 81    |       |
| 8. November  | Peter Reith                     | australischer Politiker                                                           | 72    |       |
| 8. November  | Evelyn de Rothschild            | britischer Bankier                                                                | 91    |       |
| 8. November  | Grete Schurz                    | österreichische Frauenrechtlerin                                                  | 88    |       |
| 8. November  | Wiktor Tscherkessow             | russischer Geheimdienstler                                                        | 72    |       |
| 8. November  | George Young                    | US-amerikanischer Leichtathlet                                                    | 85    |       |
| 7. November  | Nahum Buch                      | israelischer Schwimmer                                                            | 89    |       |
| 7. November  | Michel Bühler                   | Schweizer Chansonnier und Schriftsteller                                          | 77    |       |
| 7. November  | Michael Butler                  | US-amerikanischer Film- und Theaterproduzent                                      | 95    |       |
| 7. November  | Chrysostomos II.                | zypriotischer Erzbischof                                                          | 81    |       |
| 7. November  | Jeff Cook                       | US-amerikanischer Countrymusiker                                                  | 73    |       |
| 7. November  | Philippe Corentin               | französischer Cartoonist, Kinderbuchautor und Zeichner                            | 86    |       |
| 7. November  | Hubert Fischlhammer             | österreichischer Maler                                                            | 96    |       |
| 7. November  | Peter Fritzsche                 | deutscher Bildhauer                                                               | 84    |       |
| 7. November  | Nigel Jones                     | britischer Politiker                                                              | 74    |       |
| 7. November  | F. Wayne King                   | US-amerikanischer Herpetologe, Naturschützer, Hochschullehrer und Museumsdirektor | 86    |       |
| 7. November  | Cornelius Kolig                 | österreichischer Maler, Bildhauer, Installations- und Objektkünstler              | 80    |       |
| 7. November  | Bruno Krüger                    | deutscher Prähistoriker                                                           | 96    |       |
| 7. November  | Sergei Kusnezow                 | russischer Musiker                                                                | 58    |       |
| 7. November  | Brian O’Doherty                 | irisch-US-amerikanischer Künstler und Kunstkritiker                               | 94    |       |
| 7. November  | Leslie Phillips                 | britischer Schauspieler                                                           | 98    |       |
| 7. November  | Ed Rudy                         | US-amerikanischer Hörfunkjournalist                                               | 93    |       |
| 7. November  | Héctor Sabatino Cardelli        | argentinischer Bischof                                                            | 81    |       |
| 6. November  | Julia Axen                      | deutsche Schlager- und Chansonsängerin                                            | 85    |       |
| 6. November  | Joe Baque                       | US-amerikanischer Jazzpianist                                                     | 100   |       |
| 6. November  | Michael Boyce                   | britischer Militär und Politiker                                                  | 79    |       |
| 6. November  | Hans-Gustav Creydt              | deutscher Fußballspieler                                                          | 73    |       |
| 6. November  | Herbert Fischer-Solms           | deutscher Sportjournalist                                                         | 75    |       |
| 6. November  | Markéta Goetz-Stankiewicz       | tschechisch-deutsche Übersetzerin und Schriftstellerin                            | 95    |       |
| 6. November  | Hans Hess                       | Schweizer Erfinder und Pionier                                                    | 90    |       |
| 6. November  | Karla Kochta                    | deutsche Dramaturgin                                                              | 73    |       |
| 6. November  | Don Lewis                       | US-amerikanischer Musiker                                                         | 81    |       |
| 6. November  | Robert Merkulow                 | sowjetischer Eisschnellläufer                                                     | 91    |       |
| 6. November  | Geraldo Nascimento              | brasilianischer Weihbischof                                                       | 86    |       |
| 6. November  | Sig Ohlemann                    | kanadischer Leichtathlet                                                          | 84    |       |
| 6. November  | Guilherme de Pádua              | brasilianischer Schauspieler                                                      | 53    |       |
| 6. November  | Edward C. Prescott              | US-amerikanischer Ökonom                                                          | 81    |       |
| 6. November  | Breido Graf zu Rantzau          | deutscher Springreiter und Reitfunktionär                                         | 73    |       |
| 6. November  | Wayne Riddell                   | kanadischer Dirigent, Organist und Musikpädagoge                                  | 86    |       |
| 6. November  | Karl-Heinz Rummeny              | deutscher Kurator                                                                 | 66    |       |
| 6. November  | Ingeborg Schild                 | deutsche Bauhistorikerin                                                          | 95    |       |
| 6. November  | Joel Sherzer                    | US-amerikanischer Linguist                                                        | 80    |       |
| 6. November  | Antoni Vallori                  | spanischer Radrennfahrer                                                          | 76    |       |
| 6. November  | Chaim Walkin                    | israelischer Rabbiner                                                             | 77    |       |
| 5. November  | Wolf-Dietrich Arnold            | deutscher Physiotherapeut und Orthopäde                                           | 82    |       |
| 5. November  | Daniele Barioni                 | italienischer Opernsänger                                                         | 92    |       |
| 5. November  | Thomas Bonhoeffer               | deutscher Theologe                                                                | 91    |       |
| 5. November  | Karmenu Mifsud Bonniċi          | maltesischer Politiker                                                            | 89    |       |
| 5. November  | Aaron Carter                    | US-amerikanischer Sänger                                                          | 34    |       |
| 5. November  | Alejandro Chomski               | argentinischer Filmregisseur und Drehbuchautor                                    | 53    |       |
| 5. November  | Jeremy Davies                   | englischer römisch-katholischer Priester, Arzt und Exorzist                       | 87    |       |
| 5. November  | Tyrone Downie                   | jamaikanischer Musiker                                                            | 66    |       |
| 5. November  | Dorothea Fuhrmann               | deutsche Spielmittel-Gestalterin, Malerin und Zeichnerin                          |       |       |
| 5. November  | Hans Gebhard                    | deutscher Kirchenmusiker, Organist, Komponist und Chorleiter                      | 93    |       |
| 5. November  | Turhan Göker                    | türkischer Leichtathlet                                                           | 92    |       |
| 5. November  | Werner Habicht                  | deutscher Anglist, Shakespeare-Forscher und Hochschullehrer                       | 92    |       |
| 5. November  | Peter Kolman                    | slowakisch-österreichischer Komponist                                             | 85    |       |
| 5. November  | Maria Kühne                     | deutsche Moderatorin, Redakteurin, Reporterin, Schauspielerin und Filmemacherin   | 95    |       |
| 5. November  | Carmelo La Bionda               | italienischer Sänger                                                              | 73    |       |
| 5. November  | Roger Mahoney                   | britischer Cartoonist                                                             | 89    |       |
| 5. November  | Herch Moysés Nussenzveig        | brasilianischer Physiker                                                          | 89    |       |
| 5. November  | Mimi Parker                     | US-amerikanische Sängerin und Schlagzeugerin                                      | 55    |       |
| 5. November  | Elmar Schwertheim               | deutscher Althistoriker und Epigraphiker                                          | 79    |       |
| 5. November  | Michael Steiner                 | deutscher Physiker                                                                | 79    |       |
| 5. November  | Yoshiaki Unetani                | japanischer Marathonläufer                                                        | 78    |       |
| 5. November  | Philippe Van Haute              | belgischer Psychoanalytiker und Philosoph                                         | 65    |       |
| 4. November  | Daniel Batalha Henriques        | portugiesischer Weihbischof                                                       | 56    |       |
| 4. November  | Dave Butz                       | US-amerikanischer American-Football-Spieler                                       | 72    |       |
| 4. November  | François Colimon                | haitianischer Bischof                                                             | 88    |       |
| 4. November  | David Davis                     | US-amerikanischer Produzent und Drehbuchautor                                     | 86    |       |
| 4. November  | Dow Finsterwald                 | US-amerikanischer Golfer                                                          | 93    |       |
| 4. November  | Doris Grumbach                  | US-amerikanische Schriftstellerin                                                 | 104   |       |
| 4. November  | Andy Kaina                      | Schweizer Metal-Sänger                                                            | 53    |       |
| 4. November  | Paul Keller                     | deutscher Mineraloge                                                              | 82    |       |
| 4. November  | Christa Maar                    | deutsche Kunsthistorikerin und Stiftungsgründerin                                 | 83    |       |
| 4. November  | Toralv Maurstad                 | norwegischer Schauspieler und Regisseur                                           | 95    |       |
| 4. November  | Ibrahim Munir                   | ägyptische Person des Islam                                                       | 85    |       |
| 4. November  | Alois Reicht                    | österreichischer Politiker                                                        | 94    |       |
| 4. November  | Bill Sheffield                  | US-amerikanischer Politiker                                                       | 94    |       |
| 4. November  | Reinhard Slenczka               | deutscher Theologe                                                                | 91    |       |
| 4. November  | Jan Spitzer                     | deutscher Synchronsprecher und Schauspieler                                       | 75    |       |
| 4. November  | Igor Sypniewski                 | polnischer Fußballspieler                                                         | 47    |       |
| 4. November  | Jobst Wellensiek                | deutscher Jurist und Insolvenzverwalter                                           | 90    |       |
| 4. November  | Alfredo Zecca                   | argentinischer Erzbischof                                                         | 73    |       |
| 3. November  | Fatima Bernawi                  | palästinensische Paramilitärin                                                    | 83    |       |
| 3. November  | Sigrid Braunfels-Esche          | deutsche Kunsthistorikerin                                                        | 107   |       |
| 3. November  | Peter Danckert                  | deutscher Politiker                                                               | 82    |       |
| 3. November  | Benoît Dauga                    | französischer Rugbyspieler                                                        | 80    |       |
| 3. November  | Alice Davis                     | US-amerikanische Kostümdesignerin                                                 | 93    |       |
| 3. November  | Gerd Dudek                      | deutscher Jazz-Saxophonist                                                        | 84    |       |
| 3. November  | Paul Ehinger                    | Schweizer Historiker und Journalist                                               | 83    |       |
| 3. November  | Lorenz Greiner                  | deutscher alpiner Skisportler                                                     | 72    |       |
| 3. November  | Ray Guy                         | US-amerikanischer American-Football-Spieler                                       | 72    |       |
| 3. November  | Sadek Hadjerès                  | algerischer Politiker                                                             | 94    |       |
| 3. November  | Nicole Josy                     | belgische Sängerin                                                                | 76    |       |
| 3. November  | Helmut Lydtin                   | deutscher Arzt und Kochbuchautor                                                  | 86    |       |
| 3. November  | Víctor Maytland                 | argentinischer Pornofilmregisseur                                                 | 75    |       |
| 3. November  | Douglas McGrath                 | US-amerikanischer Drehbuchautor, Filmregisseur und Schauspieler                   | 64    |       |
| 3. November  | Kevin O’Neill                   | britischer Comiczeichner                                                          | 69    |       |
| 3. November  | Siegfried Stritzl               | US-amerikanischer Fußballspieler                                                  | 78    |       |
| 2. November  | Eric Allison                    | britischer Krimineller und Journalist                                             | 79    |       |
| 2. November  | Norbert Andel                   | deutscher Finanzwissenschaftler                                                   | 86    |       |
| 2. November  | Ela Bhatt                       | indische Politikerin und Frauenrechtlerin                                         | 89    |       |
| 2. November  | Bubba Cascio                    | US-amerikanischer Rennpferdetrainer                                               | 90    |       |
| 2. November  | Leo Delcroix                    | belgischer Politiker                                                              | 72    |       |
| 2. November  | Mauro Forghieri                 | italienischer Motoren- und Rennwagen-Konstrukteur                                 | 87    |       |
| 2. November  | Nicholas Harding                | australischer Maler                                                               | 66    |       |
| 2. November  | Brigid Hogan-O’Higgins          | irische Politikerin                                                               | 90    |       |
| 2. November  | Bello Musa Kofarmata            | nigerianischer Fußballspieler                                                     | 34    |       |
| 2. November  | Michael Möllenbeck              | deutscher Leichtathlet                                                            | 52    |       |
| 2. November  | Atilio Stampone                 | argentinischer Tangopianist und -komponist                                        | 96    |       |
| 1. November  | Mbazulike Amaechi               | nigerianischer Politiker                                                          | 93    |       |
| 1. November  | Bernhard Banaschewski           | deutsch-kanadischer Mathematiker                                                  | 96    |       |
| 1. November  | Jürgen Bliedtner                | deutscher Mathematiker                                                            | 81    |       |
| 1. November  | George Booth                    | US-amerikanischer Comiczeichner                                                   | 96    |       |
| 1. November  | Wolf-Rüdiger Bub                | deutscher Rechtsanwalt                                                            | 75    |       |
| 1. November  | Kateřina Fialková               | tschechische Diplomatin und Botschafterin                                         | 55    |       |
| 1. November  | Gael Greene                     | US-amerikanische Restaurantkritikerin                                             | 88    |       |
| 1. November  | Steven Griffith                 | US-amerikanischer Eishockeyspieler                                                | 61    |       |
| 1. November  | John Raymond Henry              | US-amerikanischer Bildhauer                                                       | 79    |       |
| 1. November  | Wilson Kiprugut                 | kenianischer Leichtathlet                                                         | 84    |       |
| 1. November  | Otto Rudolf Kissel              | deutscher Richter und Rechtswissenschaftler                                       | 94    |       |
| 1. November  | Trevor H. Levere                | britisch-kanadischer Wissenschaftshistoriker                                      | 78    |       |
| 1. November  | Lu Shuming                      | chinesischer Schauspieler                                                         | 66    |       |
| 1. November  | Ma Chi-Chin                     | taiwanische Schauspielerin                                                        | 80    |       |
| 1. November  | Max Maven                       | US-amerikanischer Zauberkünstler, Mentalist, Erfinder und Autor                   | 71    |       |
| 1. November  | Romano L. Mazzoli               | US-amerikanischer Politiker                                                       | 89    |       |
| 1. November  | Vijayakumar Menon               | indischer Kunstkritiker                                                           | 76    |       |
| 1. November  | Kerstin Merten                  | deutsche Rennrodeltrainerin                                                       | 56    |       |
| 1. November  | Ronald Miehling                 | deutscher Drogenhändler                                                           | 72    |       |
| 1. November  | Clay Pinney                     | US-amerikanischer Spezialeffektkünstler                                           | 76    |       |
| 1. November  | John Ross                       | kanadischer Leichtathlet                                                          | 90    |       |
| 1. November  | Norman D. Shumway               | US-amerikanischer Politiker                                                       | 88    |       |
| 1. November  | Takeoff                         | US-amerikanischer Rapper                                                          | 28    |       |
| 1. November  | Oswald Van Ooteghem             | belgischer Politiker                                                              | 98    |       |

### Datum unbekannt
| Zeitangabe                          | Name                                | Beruf, bekannt als                                     | Alter | Beleg |
| ----------------------------------- | ----------------------------------- | ------------------------------------------------------ | ----- | ----- |
| Tod bekannt gegeben am 30. November | Abū l-Hasan al-Hāschimī al-Quraschī | irakischer Islamist und Terrorist                      | ?     |       |
| 29. November oder 30. November      | Ray Nelson                          | US-amerikanischer Science-Fiction-Autor und Cartoonist | 91    |       |
| Tod bekanntgegeben am 28. November  | Clarence Gilyard junior             | US-amerikanischer Schauspieler                         | 66    |       |
| 26. November oder 27. November      | Ed Webster                          | britischer Bergsteiger                                 | 66    |       |
| Tod bekanntgegeben am 26. November  | Elaine Silburn                      | kanadische Leichtathletin                              | 94    |       |
| Tod bekanntgegeben am 25. November  | Metin Türköz                        | türkisch-deutscher Liedermacher und Sänger             | 85    |       |
| tot aufgefunden am 21. November     | Karim Gazzetta                      | Schweizer Fußballspieler                               | 27    |       |
| Tod bekanntgegeben am 14. November  | Kevin Beardmore                     | englischer Rugbyspieler                                | 62    |       |
| Tod bekanntgegeben am 3. November   | Rafael Bello Peguero                | dominikanischer Theologe                               | 89    |       |
| Tod bekanntgegeben am 2. November   | Elmar Bringezu                      | deutscher Musiker und Autor                            | 78    |       |
| Tod bekanntgegeben am 2. November   | Julián Navarro Morales              | spanischer Flamenco-Gitarrist                          | 61    |       |
| tot aufgefunden am 1. November      | Filep Karma                         | indonesischer politischer Aktivist                     | 63    |       |